# Rincón del Gato
Rincón del Gato es un paraje y centro rural de población con junta de gobierno de 4ª categoría del distrito Pehuajó Norte del departamento Gualeguaychú, en la provincia de Entre Ríos, República Argentina. 
No fue considerada localidad en los censos de 1991 y de 2001 por lo que la población fue censada como rural dispersa. La población de la jurisdicción de la junta de gobierno era de 60 habitantes en 2001.
En su mayoría su población es de agricultores. Su clima es templado y húmedo. La actividad económica principal es la agricultura. El nombre deriva del arroyo el Gato que atraviesa dicho paraje.
La junta de gobierno fue creada por decreto 1020/1984 MGJE del 2 de abril de 1984 y sus límites jurisdiccionales fueron establecidos por decreto 2806/1987 MGJE del 4 de junio de 1987. Se halla unida con la junta de gobierno de Rincón del Cinto, por lo que sus vocales son elegidos en conjunto.